# Seventeen Days
Seventeen Days (englisch für „Siebzehn Tage“) ist das dritte Studioalbum der US-amerikanischen Rockband 3 Doors Down. In den USA erschien es am 8. Februar 2005, auf den Tag genau fünf Jahre nach der amerikanischen Veröffentlichung ihres Debütalbums The Better Life aus dem Jahr 2000.

## Hintergrund
Einige der hier veröffentlichten Lieder wurden bereits zuvor auf diversen Tonträgern der Band veröffentlicht. So erschien It’s Not Me bereits 2003 als Live-Version auf der EP Another 700 Miles sowie auch auf der DVD Away from the Sun – Live from Houston, auf der auch eine erste Live-Darbietung von Father’s Son zu finden ist. Behind Those Eyes war der Titelsong der WWE und WrestleMania 21. Der Name des Albums leitet sich von der Zeit zwischen dem Ende der Away from the Sun-Tournee und dem ersten Aufnahmetermin im Studio, nämlich genau 17 Tage, ab. Die Veröffentlichung des Werkes wurde im Jahr 2004 kurzfristig wegen derselbigen Tournee verschoben.
Das Album ist das erste und gleichzeitig letzte Album mit Greg Upchurch. Er ersetzte Daniel Adair, der zu Nickelback wechselte.

## Titelliste
1. Right Where I Belong (Brad Arnold, Matt Roberts, Todd Harrell, Chris Henderson) – 2:31
2. It’s Not Me (Brad Arnold, Matt Roberts, Todd Harrell, Chris Henderson) – 3:14
3. Let Me Go (Brad Arnold, Matt Roberts, Todd Harrell, Chris Henderson) – 3:52
4. Be Somebody (Brad Arnold, Matt Roberts, Todd Harrell, Chris Henderson) – 3:15
5. Landing in London (Brad Arnold, Matt Roberts, Todd Harrell, Chris Henderson) – 4:31 (feat. Bob Seger)
6. The Real Life (Brad Arnold, Matt Roberts, Todd Harrell, Chris Henderson) – 3:52
7. Behind Those Eyes (Brad Arnold, Matt Roberts, Todd Harrell, Chris Henderson) – 4:19
8. Never Will I Break (Brad Arnold, Matt Roberts, Todd Harrell, Chris Henderson) – 3:50
9. Father’s Son (Brad Arnold, Matt Roberts, Todd Harrell, Chris Henderson) – 4:12
10. Live for Today (Brad Arnold, Matt Roberts, Todd Harrell, Chris Henderson) – 3:47
11. My World (Brad Arnold, Matt Roberts, Todd Harrell, Chris Henderson) – 3:00
12. Here by Me (Brad Arnold, Matt Roberts, Todd Harrell, Chris Henderson) – 3:47

### Bonustracks
1. Here Without You (Brad Arnold, Matt Roberts, Chris Henderson, Daniel Adair, Todd Harrell) – 3:52 (Acoustic Version)
2. Away from the Sun (Brad Arnold, Matt Roberts, Chris Henderson, Daniel Adair, Todd Harrell) – 3:45 (Acoustic Version)

### Bonus DualDisc, 2005
1. Let Me Go [Acoustic] 3:48
2. Be Somebody [Acoustic] 3:10
3. Landing In London [Feat. Bob Seger] [Acoustic] 4:45
4. My World [Acoustic] 3:07

## Singleauskopplungen

### Let Me Go
Die erste Single aus Seventeen Days wurde in Deutschland mit einem Auftritt in der Samstagabendshow Wetten, dass... am 19. März 2005 in Berlin promotet. Trotzdem erreichte das Lied aber lediglich Platz 55 der deutschen Charts. In den USA platzierte sich das Lied auf Platz 14 und wurde mit Gold ausgezeichnet.
1. Let Me Go (Brad Arnold, Matt Roberts, Todd Harrell, Chris Henderson) – 3:52 (Rock Version)
2. Be Somebody (Brad Arnold, Matt Roberts, Todd Harrell, Chris Henderson) – 3:15 (Acoustic)
3. Kryptonite (Brad Arnold) – 4:17 (Live)
4. That Smell (Allen Collins, Ronnie Van Sant) – 6:03 (Live)

### Landing in London
Landing in London ist ein Duett von Brad Arnold und Bob Seger. In Deutschland erreichte die Single Platz 79, während es in den Mainstream Rock Charts bis auf Platz 32 kam.
1. Landing in London (Brad Arnold, Matt Roberts, Todd Harrell, Chris Henderson) – 4:08 (feat. Bob Seger) (International Edit)
2. Landing in London (Brad Arnold, Matt Roberts, Todd Harrell, Chris Henderson) – 4:31 (feat. Bob Seger) (Acoustic Version)
3. Let Me Go (Brad Arnold, Matt Roberts, Todd Harrell, Chris Henderson) – 3:47
4. My World (Brad Arnold, Matt Roberts, Todd Harrell, Chris Henderson) – 2:56

### Weitere Singles
In den USA wurde über die genannten Lieder hinaus noch weitere Songs aus dem Album ausgekoppelt. Nach Let Me Go erschien dort Behind Those Eyes, das bis auf Platz 12 der Mainstream Rock Charts kam. Weiterhin folgten Live for Today und die Ballade Here by Me als Singleveröffentlichung.

## Rezeption
Christine Barth von laut.de lobt zwar die für sich genommen sehr guten Songs wie Never Will I Break, kritisiert aber, dass „die zwölf Stücke schnell zu ein und dem selben Brei verschwimmen“. Jan Wagner von cdstarts.de kritisierte, dass die Band sich nicht weiterentwickelt habe. „Der Rückschritt liegt demnach im Stillstand. Fast hat man den Eindruck, dass das Album auch in besagten Seventeen Days entstanden ist, was sehr schade sei, denn die Band hat musikalisch viel mehr Potenzial, als sie hier zeige.“ Allerdings hebt auch er Never Will I Break positiv heraus.
Buffo Schnädelbach urteile im Rock Hard folgendermaßen: „Mit ihrem letzten Album Away from the Sun kamen die Jungs aus Mississippi nach dem gigantischen Erfolg ihres The Better Life-Debüts (Kryptonite) anfangs nicht richtig aus dem Quark. Erst im Zuge der Here Without You-Single nahm das Zweitwerk derart an Fahrt auf, dass sich die Scheibe alleine in den Staaten bis dato mehr als drei Millionen Mal verkaufte. Verständlich, dass die auf der Bühne hoffnungslos uncharismatische Combo um Schmeichelstimme Brad Arnold auch auf dem Nachfolger auf die altbewährte Rezeptur aus vergleichsweise harten Rocknummern und rührseligen Klängen setzt. Besondere Bedeutung dürfte dabei der melancholischen Halbballade und ersten Auskopplung Let Me Go zufallen, die schon nach dem ersten Durchlauf zündet wie eine Rakete in der Silvesternacht. Aber auch das ähnlich gestrickte It´s Not Me, der D:A:D-artige Startschuss Right Where I Belong oder die Herz-Schmerz-Schmonzetten Landing in London (featuring Rock´n´Roll-Ikone Bob Seger), The Real Life und Here by Me sind Ohrwürmer vor dem Herrn, mit denen 3 Doors Down geschickt auf dem schmalen Grat zwischen Kunst, Kommerz und Kitsch balancieren. Für Fans zeitlos schöner, schnörkelloser Rockmucke von Nickelback über Staind bis Alter Bridge ist die von Johnny K. (Disturbed) routiniert produzierte Scheibe Pflicht.“ Er vergab 8,5 von zehn möglichen Punkten.

## Kommerzieller Erfolg

### Chartplatzierungen

#### Album
Seventeen Days eroberte in der ersten Verkaufswoche Platz eins der Billboard Hot 100. In Deutschland schaffte es das Album bis auf Platz sechs.
| ChartsChartplatzierungen       | Höchstplatzierung | Wochen |
| ------------------------------ | ----------------- | ------ |
| Deutschland (GfK)              | 6 (17 Wo.)        | 17     |
| Österreich (Ö3)                | 12 (14 Wo.)       | 14     |
| Schweiz (IFPI)                 | 15 (14 Wo.)       | 14     |
| Vereinigte Staaten (Billboard) | 1 (42 Wo.)        | 42     |

| ChartsJahrescharts (2005)      | Platzierung |
| ------------------------------ | ----------- |
| Deutschland (GfK)              | 72          |
| Vereinigte Staaten (Billboard) | 44          |

#### Singles
| Jahr | Titel             | Höchstplatzierung, Gesamtwochen, AuszeichnungChartplatzierungen (Jahr, Titel, , Platzierungen, Wochen, Auszeichnungen, Anmerkungen) | Höchstplatzierung, Gesamtwochen, AuszeichnungChartplatzierungen (Jahr, Titel, , Platzierungen, Wochen, Auszeichnungen, Anmerkungen) | Höchstplatzierung, Gesamtwochen, AuszeichnungChartplatzierungen (Jahr, Titel, , Platzierungen, Wochen, Auszeichnungen, Anmerkungen) | Anmerkungen                                         |
| Jahr | Titel             | DE | AT | US | Anmerkungen                                         |
| ---- | ----------------- | --- | --- | --- | --------------------------------------------------- |
| 2004 | Let Me Go         | DE55 (9 Wo.)DE | AT46 (5 Wo.)AT | US14 Gold · (31 Wo.)US | Erstveröffentlichung: 22. November 2004             |
| 2005 | Landing in London | DE79 (3 Wo.)DE | — | — | Erstveröffentlichung: 20. Juni 2005 feat. Bob Seger |

### Auszeichnungen für Musikverkäufe
Bereits einen Monat nach Veröffentlichung wurde das Album in den USA mit Platin ausgezeichnet, in Kanada erreichte es eine Goldauszeichnung. 
| Land/Region               | Auszeichnungen für Musikverkäufe (Land/Region, Auszeichnung, Verkäufe) | Verkäufe  |
| ------------------------- | ---------------------------------------------------------------------- | --------- |
| Deutschland (BVMI)        | Gold                                                                   | 100.000   |
| Kanada (MC)               | Gold                                                                   | 50.000    |
| Vereinigte Staaten (RIAA) | Platin                                                                 | 1.000.000 |
| Insgesamt                 | 2× Gold · 1× Platin ·                                                  | 1.150.000 |